# Enric Gensana
Enric Gensana Merola, né le 3 juin 1936 à Lleida (Espagne) et mort le 28 septembre 2005 à Barcelone (Espagne), est un footballeur international espagnol.
Ce défenseur au physique important réalise l'essentiel de sa carrière au FC Barcelone. Il est sélectionné à dix reprises en équipe nationale, entre 1957 et 1961.

## Carrière
Enric Gensana découvre le haut niveau à l'UE Lleida (en deuxième division), où évoluent les anciens barcelonais Gonzalvo III, Estanislao Basora et Moreno. Après deux saisons, il est transféré au FC Barcelone où il s'impose rapidement comme un joueur important. En 1957, il est élu meilleur joueur[réf. nécessaire] de la Petite coupe du monde des clubs remportée par les Blaugranas. Il s'y fait un palmarès important (Championnat d'Espagne en 1959 et 1960, Coupe d'Espagne en 1957, 1959 et 1963, Coupe des villes de foires en 1958 et 1960). Gensana est titulaire lors de la finale de Coupe d'Europe perdue en 1961 face à Benfica.
En huit saisons, il dispute 131 matchs et marque 13 buts. Mal remis d'une blessure au ménisque, il joue moins à partir de 1962 et termine sa carrière sur des piges peu fructueuses au CA Osasuna en 1964-1965 puis au CD Condal de 1965 à 1967.
Le 8 mai 1999, il reçoit un hommage de la part du FC Barcelone et de l'UE Lleida avec d'autres joueurs nés dans la province de Lérida comme Josep Vila, José Aubach, Enrique Ribelles, Josep Maria Fusté et Antoni Torres.

### Équipe nationale
Entre mai 1957 et mai 1961, il est sélectionné à dix reprises en équipe d'Espagne, pour laquelle il marque deux buts.

## Parcours
- 1954–1956 :  UE Lleida
- 1956–1964 :  FC Barcelone
- 1964–1965 :  CA Osasuna
- 1965–1967 :  CD Condal

## Palmarès
Avec le FC Barcelone :
- Championnat d'Espagne : 1959, 1960
- Coupe d'Espagne : 1957, 1959, 1963
- Coupe des villes de foires : 1958, 1960
- Finaliste de la Coupe d'Europe : 1961